# Boljanina
Boljanina este un sat din comuna Bijelo Polje, Muntenegru. Conform datelor de la recensământul din 2003, localitatea are 398 de locuitori (la recensământul din 1991 erau 482 de locuitori).

## Demografie
În satul Boljanina locuiesc 281 de persoane adulte, iar vârsta medie a populației este de 34,2 de ani (33,0 la bărbați și 35,4 la femei). În localitate sunt 107 gospodării, iar numărul mediu de membri în gospodărie este de 3,72.
Populația localității este foarte eterogenă.
|  |

| Demografie | Demografie | Demografie |
| An         | Locuitori  | Locuitori  |
| ---------- | ---------- | ---------- |
|            |            |            |
|            |            |            |
|            |            |            |
|            |            |            |
| 1948       | 469        |            |
| 1953       | 503        |            |
| 1961       | 624        |            |
| 1971       | 600        |            |
| 1981       | 502        |            |
| 1991       | 482        | 478        |
| 2003       | 500        | 398        |

| \| Componența etnică conform recensământului din 2003[2] \| Componența etnică conform recensământului din 2003[2] \| Componența etnică conform recensământului din 2003[2] \| Componența etnică conform recensământului din 2003[2] \| Componența etnică conform recensământului din 2003[2] \| \| ----------------------------------------------------- \| ----------------------------------------------------- \| ----------------------------------------------------- \| ----------------------------------------------------- \| ----------------------------------------------------- \| \| \| \| \| \| \| \| Musulmani \| Musulmani \| \| 153 \| 38,44% \| \| Sârbi \| Sârbi \| \| 114 \| 28,64% \| \| Bosniaci \| Bosniaci \| \| 99 \| 24,87% \| \| Muntenegreni \| Muntenegreni \| \| 25 \| 6,28% \| \| necunoscută \| necunoscută \| \| 4 \| 1% \| |              |  |     |        |
| Componența etnică conform recensământului din 2003 |              |  |     |        |
| |              |  |     |        |
| Musulmani | Musulmani    |  | 153 | 38,44% |
| Sârbi | Sârbi        |  | 114 | 28,64% |
| Bosniaci | Bosniaci     |  | 99  | 24,87% |
| Muntenegreni | Muntenegreni |  | 25  | 6,28%  |
| necunoscută | necunoscută  |  | 4   | 1%     |